# 大倉敬一
大倉 敬一（おおくら けいいち、1927年3月25日 - 2016年8月15日）は、日本の実業家。月桂冠株式会社元代表取締役会長。13代目当主。

## 来歴
1927年（昭和2年）3月25日、月桂冠創業家の大倉家12代目・治一の長男として、京都府京都市伏見区（紀伊郡伏見町）で生まれる。
1952年（昭和27年）3月、同志社大学大学院経済学研究科修了後、同年4月に第一銀行（現・みずほフィナンシャルグループ）入行。のち退行し、1956年（昭和31年）、大倉酒造（現・月桂冠）株式会社に入社。1978年（昭和53年）、同代表取締役社長に就任。その後、1997年（平成9年）に会長、2008年（平成20年）に相談役を歴任した。

## 人物
社長在任時には、四季醸造（日本最初の四季醸造システムを備えた1961年（昭和36年）竣工の酒蔵「大手蔵」）による、高品質の日本酒を安定的に造る体制を基に、吟醸酒などの高級酒の商品化や、パック詰めの商品を発売するなど、市場ニーズの多様化への対応に取り組んだ。1984年（昭和59年）には、常温流通タイプの生酒を業界で初めて商品化した。
また京都・伏見の酒造業界のけん引役だっただけでなく、1998年（平成10年）から京都市観光協会の副会長、2008年（平成20年）から京都伝統伎芸振興財団（京都市）の理事長を務めるなど、京都の花街といった伝統文化の振興にも力を注いだ。
2010年（平成22年）10月、日本経済新聞に「私の履歴書」を連載した。

## 家族・親族
- 父・治一
- 母・喜子（1907年 - 2008年）[3]

奈良・堀内吉郎の長女。樟蔭高等女学校卒。
- 叔父・弘
- 長男・治彦
- 甥・崇裕

## 略歴
- 1952年3月 - 同志社大学大学院経済学研究科修了
- 1952年4月 - 第一銀行（現・みずほフィナンシャルグループ）入行
- 1956年11月 - 大倉酒造（現・月桂冠）株式会社入社
- 1962年3月 - 同代表取締役専務
- 1970年6月 - 同代表取締役副社長
- 1978年6月 - 同代表取締役社長
- 1997年6月 - 同代表取締役会長
- 2008年6月 - 同取締役相談役

## 公職等
- 日本酒造組合中央会副会長
- 日本酒造組合中央会会長
- 京都市食品衛生協会会長
- 京都府交通安全協会会長
- 国民公園協会副会長、同京都御苑会長
- 京都市観光協会副会長
- 京都市まちの美化推進事業団理事長
- 日本食品衛生協会副会長
- 京都伝統伎芸振興財団理事長

## 叙位叙勲
- 1990年11月 - 藍綬褒章
- 2001年11月 - 勲三等瑞宝章[5]
- 2016年8月 - 正五位[6]